# Michał Gliszczyński
Michał Gliszczyński, także Glisczyński (ur. 29 września 1814 , Gacki, zm. 1874, Kielce ) – polski nauczyciel, znawca historii powszechnej i literatury, pisarz i tłumacz; autor licznych streszczeń i przekładów z łaciny, rosyjskiego, niemieckiego i francuskiego.
Ukończył sześć klas w szkole w Pińczowie w 1831 . Uczęszczał następnie do gimnazjum w Piotrkowie (8 klas) i na kursy dodatkowe w Warszawie  . W roku 1839 został nauczycielem historii i geografii w Łęczycy, a potem w Sandomierzu  . Następnie nauczał literatury polskiej w Łomży  . W 1847 osiadł na stałe w Warszawie, gdzie zaczął publikować w Bibliotece Warszawskiej .

## Publikacje
- Apollon Aleksandrowicz Skałkowski(inne języki): Znaczenie i wewnętrzne życie Zaporoża. Michał Gliszczyński (tłum.). Warszawa: 1849, s. 258.
- Filip Kallimach: O królu Władysławie, czyli O klęsce warneńskiej. Michał Gliszczyński (tłum., oprac.). Warszawa: S. Orgelbrand, 1854, s. 232.[3]
- Michał Gliszczyński, Apollon Aleksandrowicz Skałkowski: Znaczenie i wewnętrzne życie Zaporoża podług Skałkowskiego oraz Hetmani Małorossyjscy i Kozacy do czasów Unii. Michał Gliszczyński (tłum.). Warszawa: S. Orgelbrand, 1852, s. 373.
- Reinhold Heidenstein, Dzieje Polski od śmierci Zygmunta Augusta do roku 1594. Ksiąg XII:
  - Reinhold Heidenstein: Dzieje Polski od śmierci Zygmunta Augusta do roku 1594. Ksiąg XII. Michał Gliszczyński (tłum.), Włodzimierz Spasowicz (przedmowa). T. 1. Petersburg: 1857, s. 340, seria: Dziejopisowie krajowi. T. 6.
  - Reinhold Heidenstein: Dzieje Polski od śmierci Zygmunta Augusta do roku 1594. Ksiąg XII. Michał Gliszczyński (tłum.). T. 2. Petersburg: 1857, s. 484, seria: Dziejopisowie krajowi. T. 7.
- Michał Gliszczyński: Życie, nauczanie i śmierć Sokratesa. Warszawa: Henryk Natanson, 1858, s. 134.
- Michał Gliszczyński: Hus i husyci, szkice historyczne podług Palackiego i Sommera. Warszawa: nakładem autora, 1859, s. 278. (na podstawie tekstów Františka Palacký'ego i Fedora Sommera)
- Michał Gliszczyński, Rozmaitości naukowe i literackie (prace własne i przekłady z różnych autorów, w tym tłumaczenie pierwszej księgi Kroniki Galla Anonima):
  - Rozmaitości naukowe i literackie. T. 1. Warszawa: 1859, s. 136. (teksty: Co to jest historya; Historya Zuawów; Handel herbatą w Rossyi i Polsce)
  - Rozmaitości naukowe i literackie. T. 2. Warszawa: 1859, s. 177. (teksty: Pani de Lützów; Systemata filozoficzne XVIII wieku; Dwór Mehmeda-Ali)
  - Rozmaitości naukowe i literackie. T. 3. Warszawa: 1859, s. 158. (teksty: Pośmiertne Pamiętniki Chateaubriand'a; Grzegórz VII; Krótki rys życia i prac J. J. Berzeliusa)
  - Rozmaitości naukowe i literackie. T. 4. Warszawa: 1859, s. 158. (teksty: Innocenty III; Epopea i Filozofia w Indyach)
  - Rozmaitości naukowe i literackie. T. 5. Warszawa: 1859, s. 152. (teksty: Żywot i pisma Jana Majorkiewicza; Lokk, jego życie, ogólny charakter jego filozofii)
  - Rozmaitości naukowe i literackie. T. 6. Warszawa: 1860, s. 142. (teksty: Antoni Muczkowski; Księga I. Kroniki Galla)
  - Rozmaitości naukowe i literackie. T. 7. Warszawa: 1860, s. 186. (teksty: Filip Kallimach Buonacorsi; Pojedynek; Mazarini; Kilka słów nad uwagami Pana Prusinowskiego)
  - Rozmaitości naukowe i literackie. T. 8. Warszawa: 1860, s. 179. (teksty: Sandor Petoefi poeta węgierski; Alphonse Esquiros(inne języki), Kluby w Londynie)
  - Rozmaitości naukowe i literackie. T. 9. Warszawa: 1860, s. 143. (teksty: Dziwactwa Amerykańskie; Karta wizytowa Djabła)
  - Rozmaitości naukowe i literackie. T. 10. Warszawa: 1860, s. 149. (teksty: Urywek z pamiętników dziwaka; Związki społeczne przed wyrobieniem się pojęcia własności, czyli stan plemienny ludzi)
- Johannes Scherr(inne języki), Historya powszechna literatury:
  - Johannes Scherr: Historya powszechna literatury. Michał Gliszczyński (tłum.). T. I. Warszawa: 1865, s. 342.
  - Johannes Scherr: Historya powszechna literatury. Michał Gliszczyński (tłum.). T. II. Warszawa: 1865, s. 298.
- Victor Cousin, Historya filozofii ośmnastego wieku
  - Victor Cousin: Historya filozofii ośmnastego wieku. Michał Gliszczyński (tłum.). Warszawa: 1866, s. 279.
  - Victor Cousin: Historya filozofii ośmnastego wieku. Michał Gliszczyński (tłum.). Warszawa: 1866, s. 315.